# Nuvolera
Nuvolera är en ort och kommun i provinsen Brescia i regionen Lombardiet i Italien. Kommunen hade 4 781 invånare (2018).